# Cachir
El cachir (en árabe: كشير‎, pronunciación en árabe: /kaʃiːɾ/) es un embutido típico Argelina que se elabora con carne de vaca principalmente, a veces pollo, aceite de oliva y especias, con su característico grano fino.
En origen, las salchichas cachires se producían en Argelia, pero hoy en día la producción está muy extendida por todo el norte de África e incluso Francia, debido a la gente magrebí. Tiene un aspecto muy similar al salami de pollo con verduras o a la mortadela, aunque el cachir tiene un sabor más dulce y delicado.

## Etimología
Cashir, kashir, cachir o cashir proviene del árabe argelino para kosher, «apto para el consumo» en hebreo. Durante la colonización francesa de Argelia, fue común que judíos y musulmanes diferenciaran su propia charcutería mediante la denominación cachir, que se opone a los embutidos de cerdo que los colonos franceses o españoles (los pied-noirs) importaban a Argelia.